# Ли Цайся
Ли Цайся (кит. упр. 李彩霞, пиньинь Li Caixia, 23 августа 1987, Сиань) — китайская прыгунья с шестом, чемпионка летних Азиатских игр (2010), победительница чемпионата Азии (2009).

## Карьера
Ли Цайся начала выступать в прыжках с шестом в 2005 году. Серьёзных результатов добилась в 2009-м, преодолев отметку в 4,40 метров на Shanghai Golden Grand Prix, затем повторив этот же результат на XI Спартакиаде народов КНР. Через месяц после этого Ли завоевала золотую медаль на чемпионате Азии по лёгкой атлетике, проходившем в Гуанчжоу.
Спортсменка участвовала в чемпионате мира в помещении 2010, взяв планку в 4,20 метров, что не позволило ей бороться за награды в финальной части соревнования.
В 2010 году Ли взяла золото на летних Азиатских играх и стала чемпионкой страны.

## Достижения
Азиатские игры
- Победитель: 2010

Чемпионат Азии по лёгкой атлетике
- Победитель: 2009

Спартакиада народов КНР
- Серебряный призёр: 2009

Чемпионат Китая по лёгкой атлетике
- Победитель: 2010

Чемпионат Китая по лёгкой атлетике в помещении
- Победитель: 2011